# Melaleuca hamata
Melaleuca hamata är en myrtenväxtart som beskrevs av Field. och G.A.Gardner. Melaleuca hamata ingår i släktet Melaleuca och familjen myrtenväxter. Inga underarter finns listade i Catalogue of Life.